# اسماعیل بلانکو لوپز
اسماعیل بلانکو لوپز (انگلیسی: Isma López؛ زادهٔ ۲۹ ژانویهٔ ۱۹۹۰) بازیکن فوتبال اهل اسپانیا است که برای باشگاه فوتبال راسینگ سانتاندر بازی می‌کند. او عمدتاً در پست مدافع چپ بازی می‌کند و می‌تواند به عنوان وینگر چپ نیز بازی کند.
وی همچنین در تیم‌های ملی فوتبال زیر ۱۷ سال اسپانیا و زیر ۱۹ سال اسپانیا بازی کرده‌است.